# Luxiaria amasa
Luxiaria amasa là một loài bướm đêm trong họ Geometridae.

## Hình ảnh

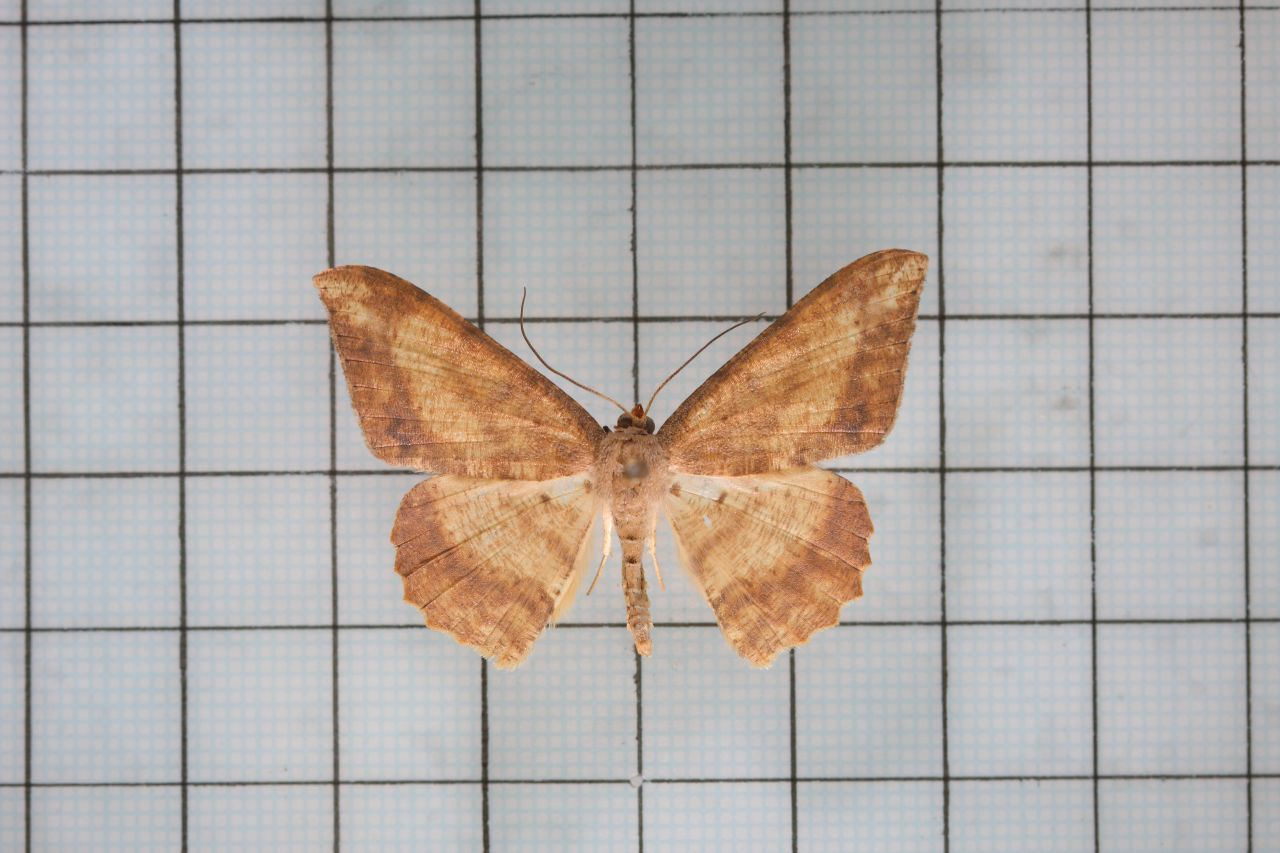
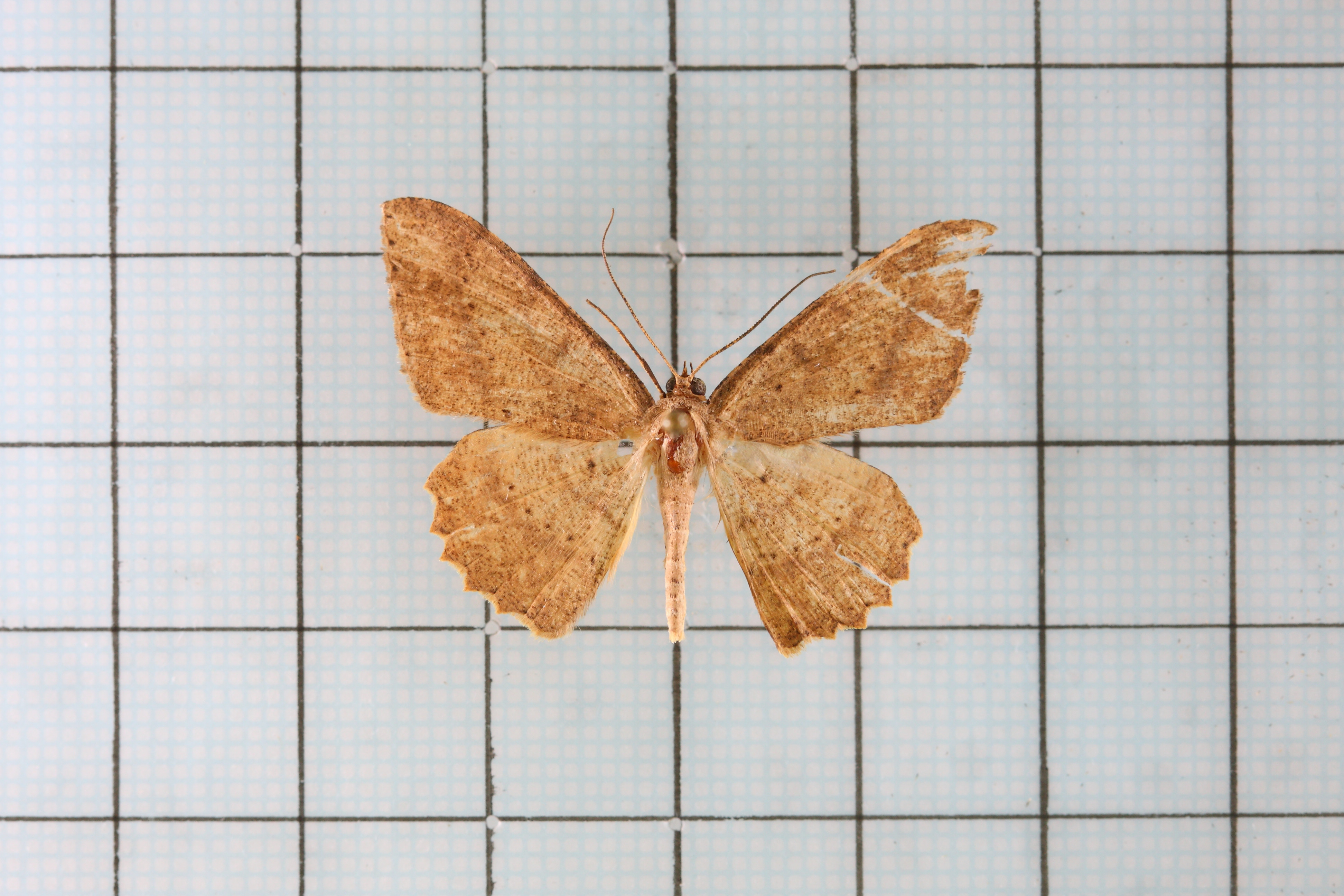